# كأس النرويج 1950
كأس النرويج 1950 (بالنرويجية: Norgesmesterskapet i fotball for menn 1950)‏ هو الموسم 45 من كأس النرويج. أشرف على تنظيمه اتحاد النرويج لكرة القدم، وفاز فيه نادي فريدريكستاد.